# Konungens eget värvade regemente
Konungens eget värvade regemente var ett svenskt värvat infanteriregemente som verkat under olika namn mellan 1719 och 1829.

## Historia
Regementet sattes upp efter Karl XII:s död som garnisonsregemente i Halland år 1719, och benämndes Smålands tre- eller femmänningsregemente till fot eller Thure Sigismund Horns värvade regemente. Ganska snabbt övergick man till att bli ett värvat regemente som fyllde sina luckor enbart genom värvning inom landet.  I regementet ingick då soldater från Smålands tremänningsregemente (nyuppsatt 1712) samt från Smålands femmänningsregemente (uppsatt 1703). År 1721 tillfördes även delar av det reducerade Östgöta tremänningsregemente till fot (nyuppsatt 1712). Regementet, delat på två bataljoner om 400 man vardera, utgjorde garnison i städerna Malmö och Landskrona. Regementet har haft namn efter förbandscheferna varför regementsnamnet har varierat. 1747 fick namnet Kronprinsens regemente, 1771 Prins Fredrik Adolfs regemente och från 1772 Konungens eget värvade regemente.
År 1755 var delar av regementet förlagt i Landskrona samt i Lovisa, Finland. Regementet var organiserat på 8 kompanier.
Regementet deltog i Gustav III:s ryska krig och utmärkte sig särskilt under slaget vid Svensksund 1790. År 1798 införlivades Danckwarts värvade regemente som också var förlagt till Landskrona.
Regementet drogs in 1828 och avmönstrades i Landskrona den 18 maj 1829. Kapten C. A. T. Bergendahl med resterande manskap placerades vid Garnisonskompaniet Landskrona under Norra skånska infanteriregementet.

### Personer som verkat vid regementet
- Hindrich Johan Aminoff - major och kompanichef.
- Georg Friedrich von Seitz - bataljonsadjutant 1795-1829. Tjänade regementet från 1773 fram till dess nedläggning (totalt 56 år). Han tilldelas Distinktionstecknet för tapperhet till sjöss 1789 samt Svensksundsmedaljen i silver 1791.

### Bilder

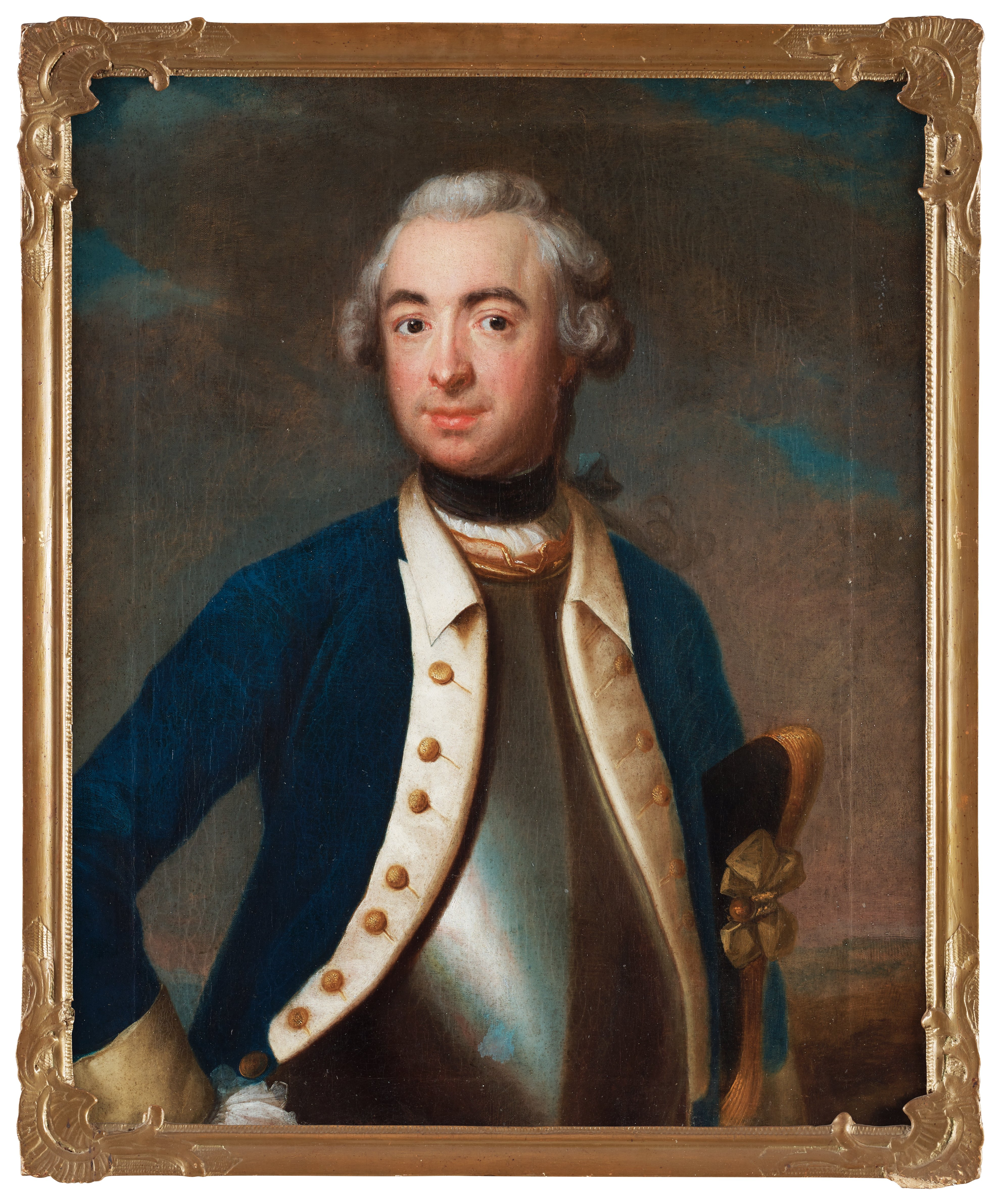
Claes Cederström iförd regementets uniform m/1756, samt bärandes harnesk under rocken. Målning från omkring 1760 av Johan Henrik Scheffel.
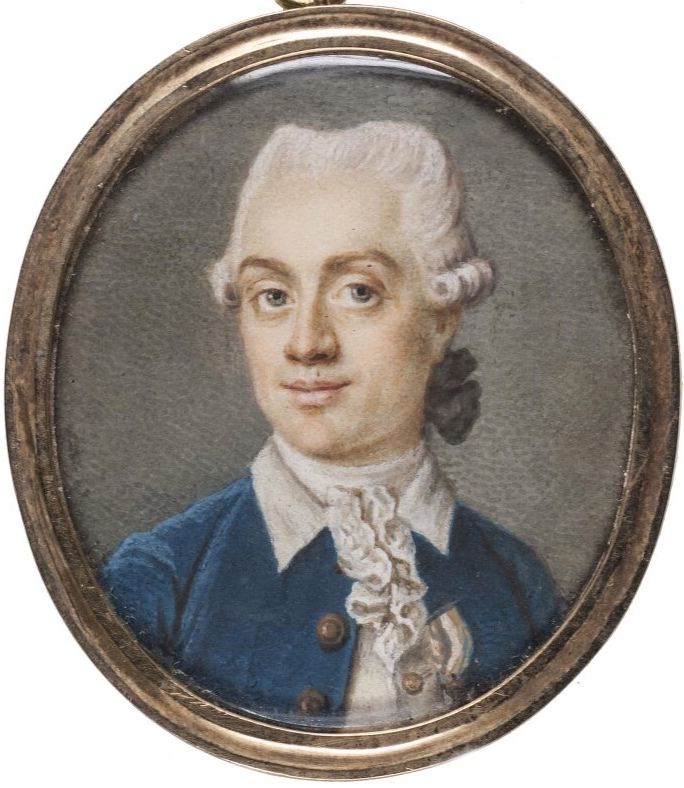
Abraham Gustafschöld (ursprungligen Hellichius) i regementets Uniform m/1765 på en målning från omkring 1770.
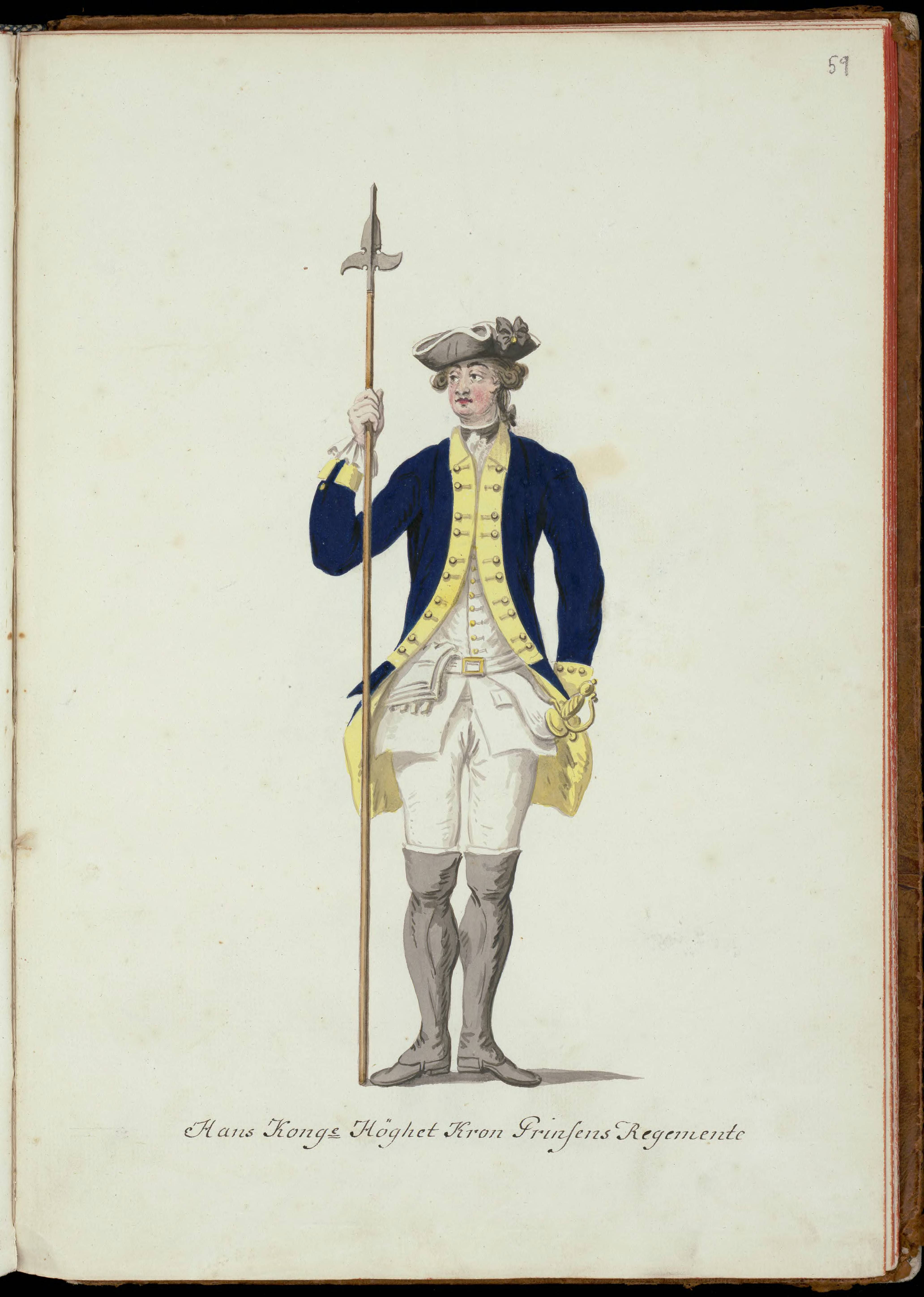
Uniform m/1765 för regementet.
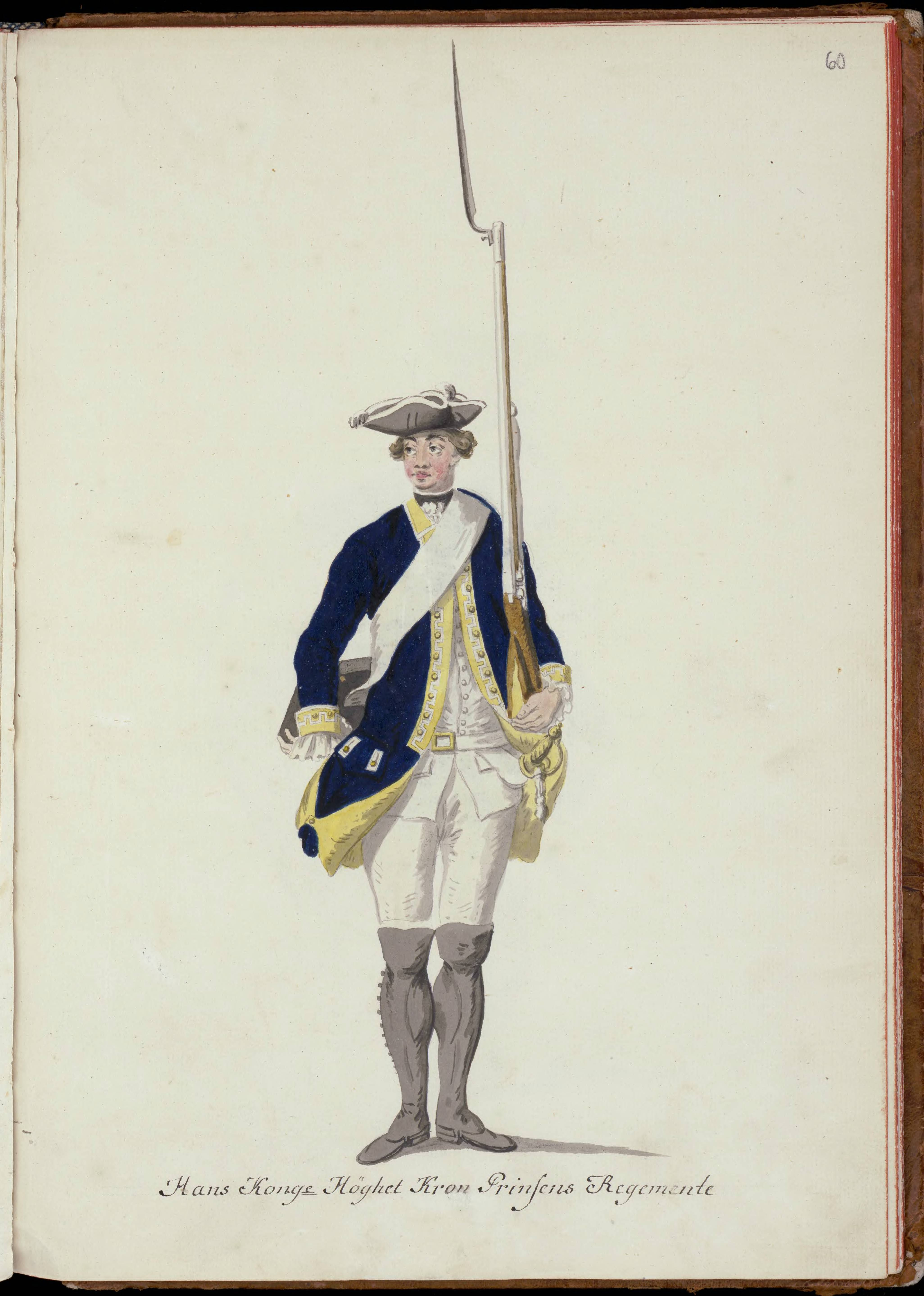
Uniform m/1765 för regementet.
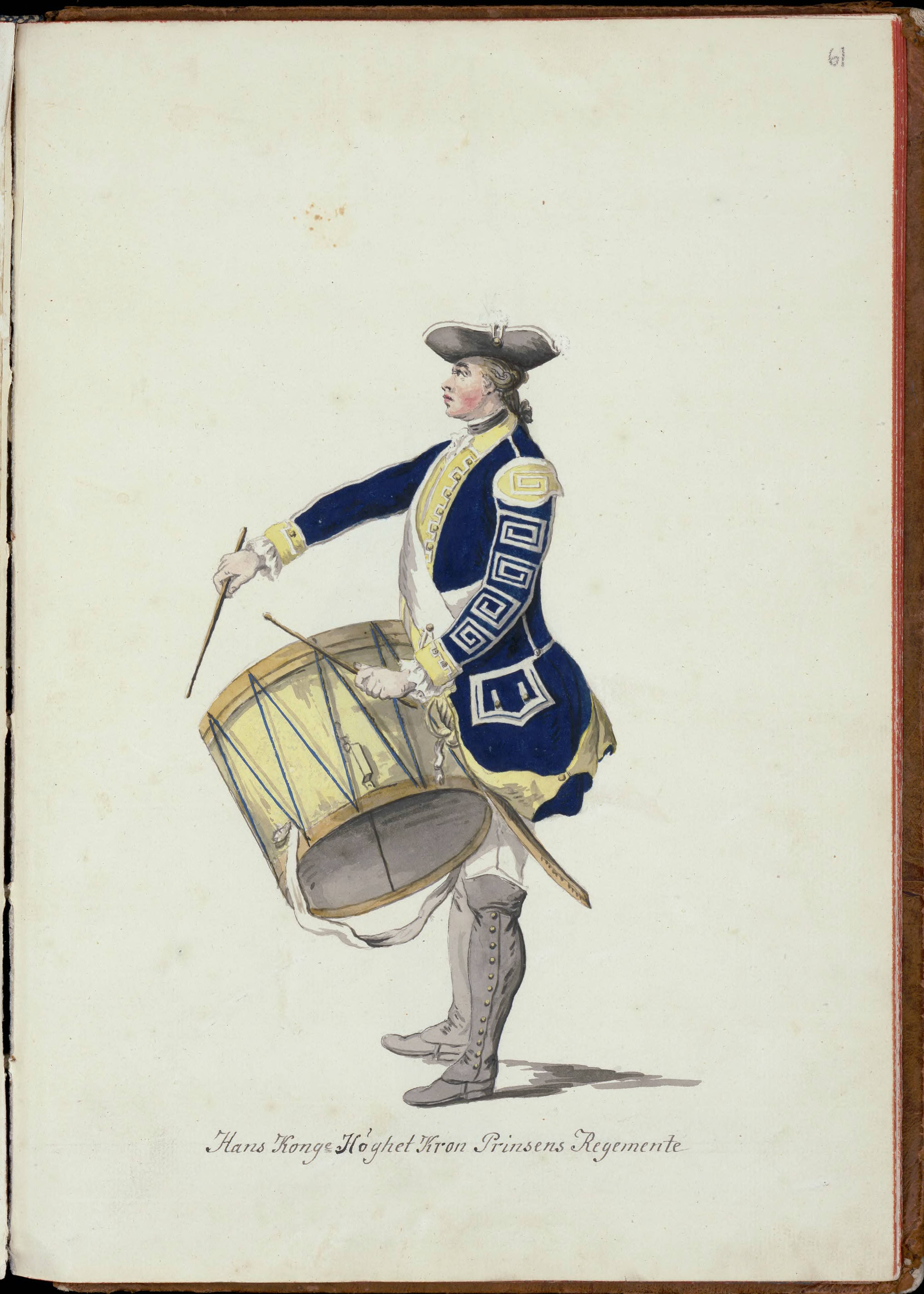
Uniform m/1765 för regementet.
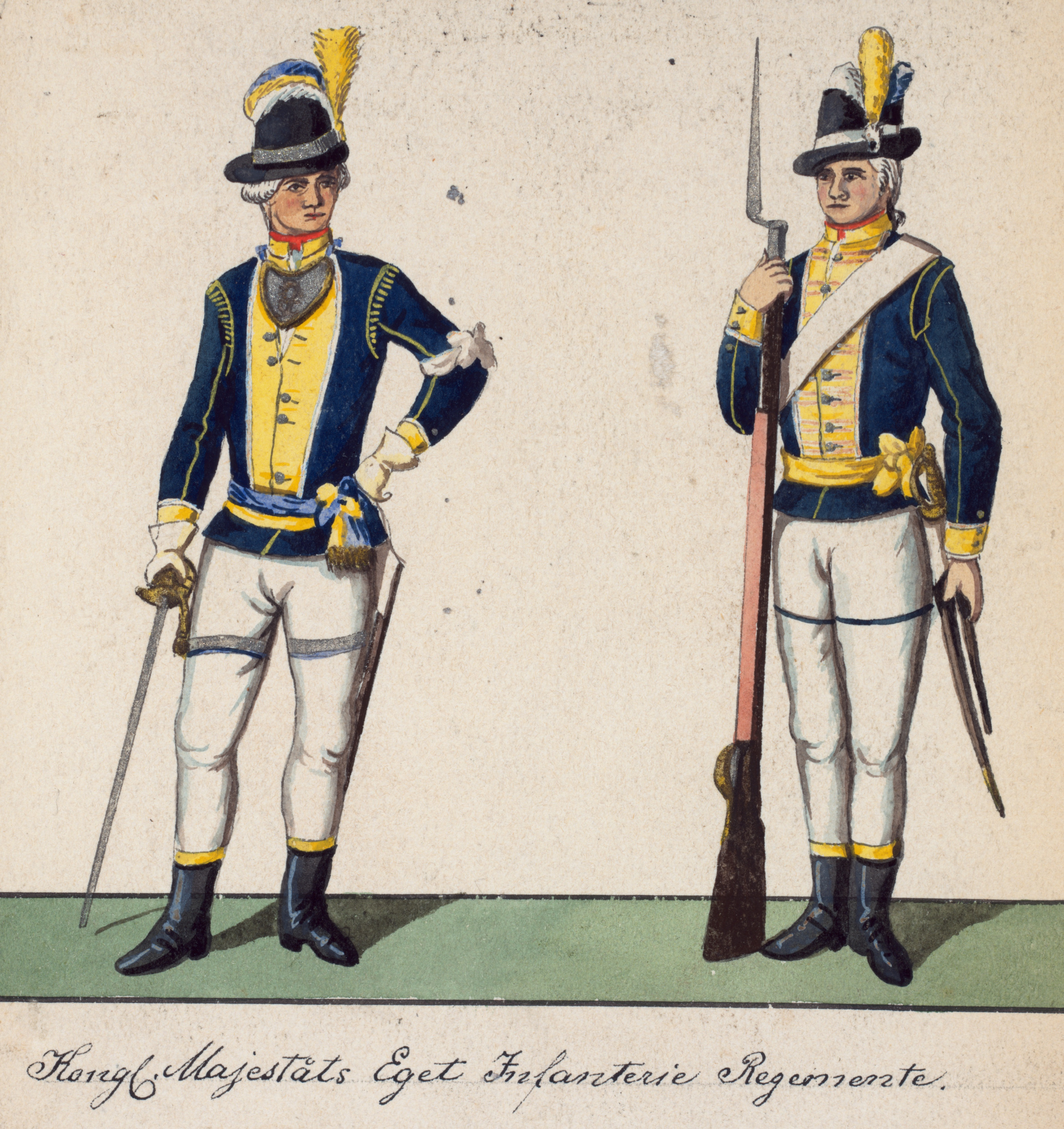
Uniform m/1779 för regementet.
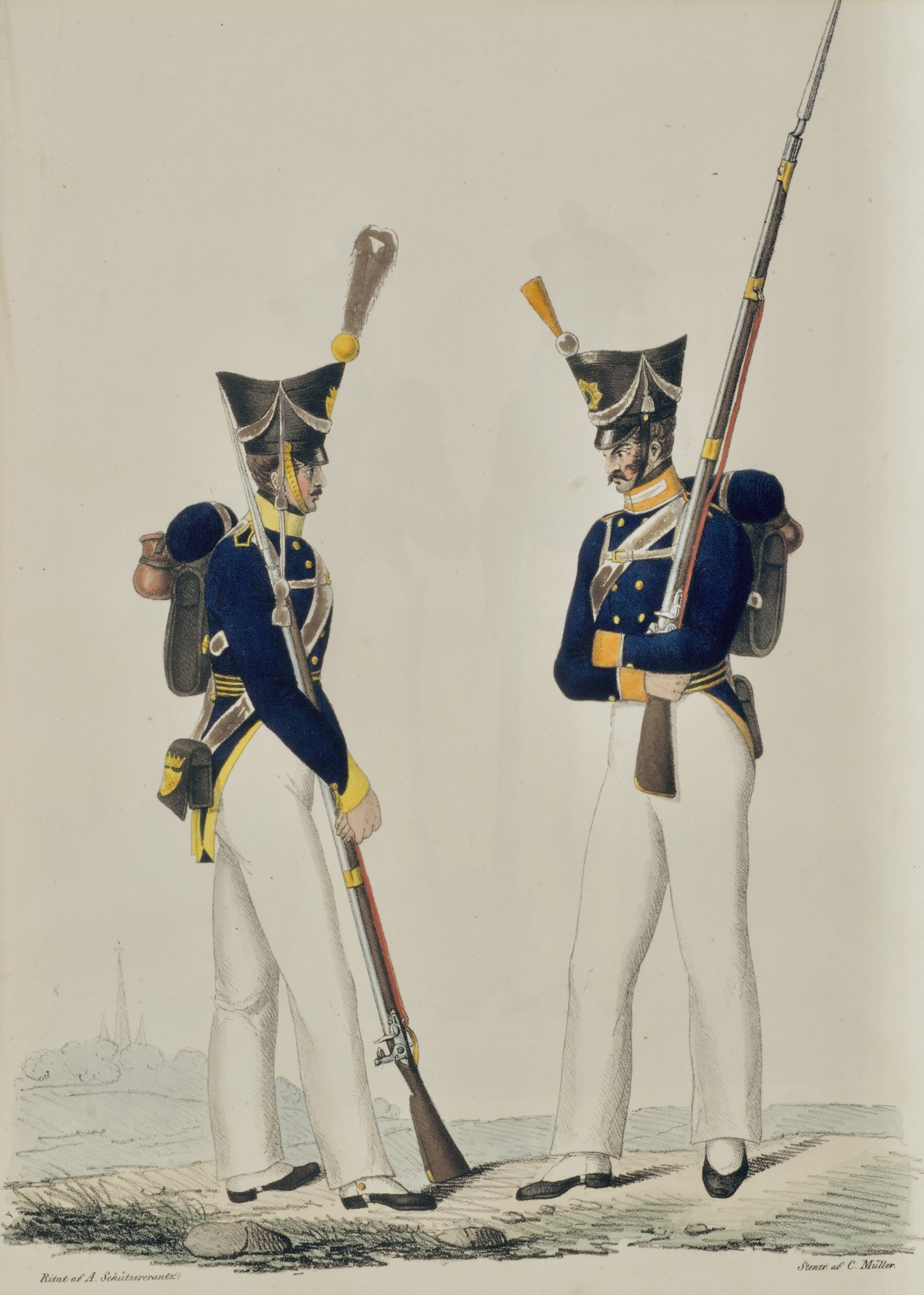
Uniformer för Konungens värvade regemente (till höger) och Smålands infanteribataljon omkring 1825. Litografi efter original av Adolf Ulrik Schützercrantz.
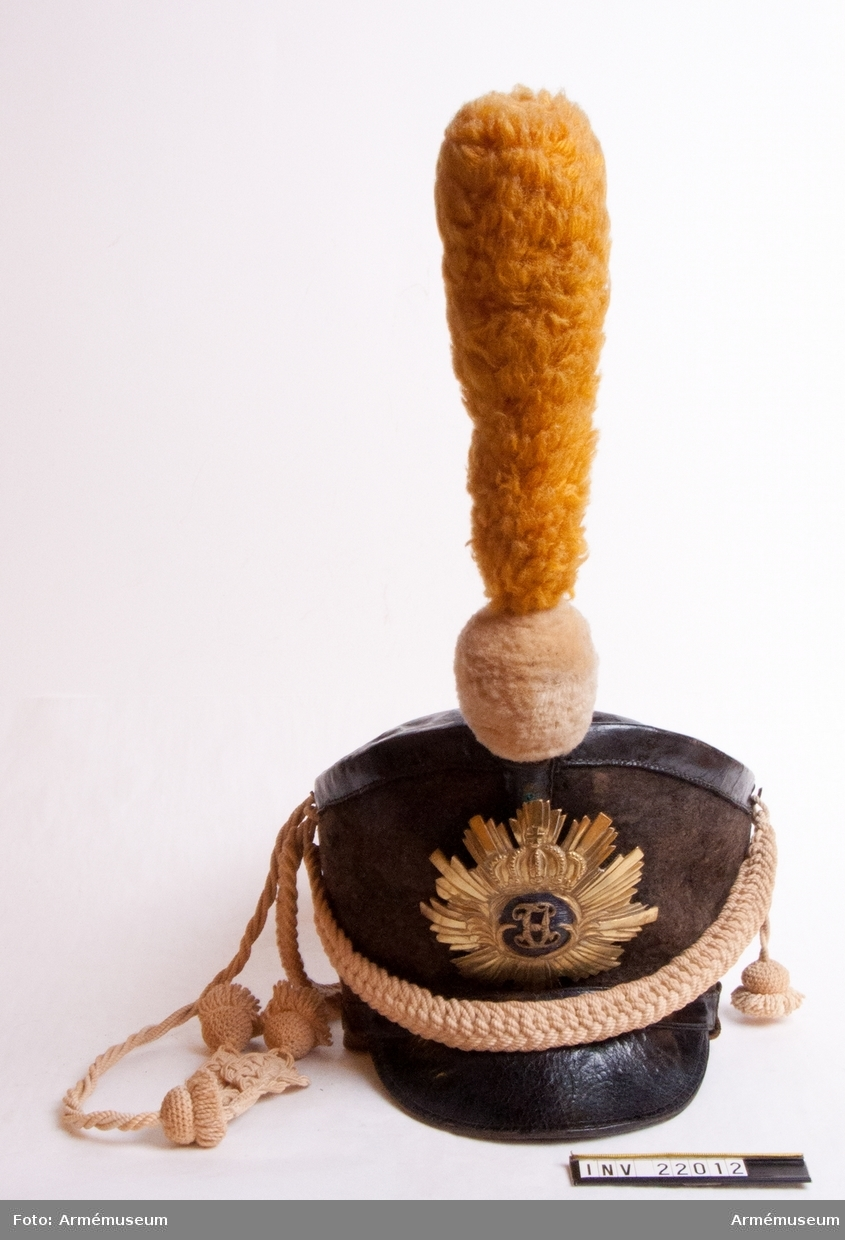
Tschakå m/1815 för manskap vid regementet.

## Förbandschefer
- 1719–1724 Thure Sigismund Horn
- 1724–1729 Philip Bogislaus von Schwerin
- 1729–1737 Bengt Horn
- 1737–1747 Jean Louis Bousquet
- 1747–1756 Georg von Heijne
- 1756–1764 Carl Adlerfelt
- 1764–1766 Ulrik Scheffer
- 1766–1773 Abraham von Björnmarck
- 1773–1792 Abraham Gustafschöld
- 1792–1795 Carl Philip von Blixen-Finecke
- 1795–1798 Niklas Peter von Björnmarck
- 1798–1811 Elof Rosenblad
- 1811–1812 Carl Axel Strömfelt
- 1812–1815 Gustaf Reinhold Boije
- 1815–1829 Fredrik Ulrik Wrangel

## Namn, beteckning och förläggning[1]
| T Horns värvade regemente               | 1719 | – | 1724 |
| von Schwerins värvade regemente         | 1724 | – | 1729 |
| B Horns värvade regemente               | 1729 | – | 1737 |
| Bousquets värvade regemente             | 1737 | – | 1747 |
| Prins Gustavs regemente till fot        | 1747 | – | 1753 |
| Kronprinsens regemente till fot         | 1753 | – | 1771 |
| Prins Fredrik Adolfs regemente till fot | 1771 | – | 1772 |
| Konungens eget värvade regemente        | 1772 | – | 1829 |

| Halland        | 1719 | – |      |
| Malmö (F)      |      | – | 1755 |
| Landskrona (F) | 1755 | – | 1829 |